# Horno Cornwall
El Horno Cornwall está localizado cerca de Cedar Bluff, Alabama, en el Condado de Cherokee. Fue construido por los Hermanos Noble para suministrar productos de hierro a los Estados Confederados de América durante la guerra civil estadounidense.

## Sitio
La fragua tiene forma aproximadamente, la base tiene una superficie de 30 pies cuadrados  (9 m2), la parte superior tiene 15 pies cuadrados  (4.5 m2) , y tiene 45 pies (14 m) de altura.  Está construida con grandes bloques de hematita excavados de la montaña Dirt Cellar que luego se trajeron por carreta al sitio de construcción a  tres millas (5 km) de distancia. Se construyó un largo canal de media milla de largo (.8 km) que desviaba el cauce del río Chatooga a través de un túnel que pasaba debajo de una colina para alimentar una noria que a su vez suministraba una corriente de aire para operar la fragua.  Un puente, ya demolido, se extendía desde la ladera de la colina hasta la parte superior de la chimenea, donde el mineral de hierro se introducía en la fragua.  También se podía encontrar un molino de harina y un aserradero en el sitio.

## Historia
James Noble y sus cinco hijos empezaron a operar el taller de fundición de los Hermanos Noble en Rome (Georgia), en 1855.  En 1862 los Estados Confederados de América le encargaron a la compañía construir dos nuevas fraguas, a cambio de  cañones, armones de artillería, y otros productos. La construcción de la fragua empezó poco después. Alrededor de 1000 soldados de la confederación y esclavos de plantaciones cercanas trabajaron en la construcción.
La fragua empezó a operar a finales de 1862 o al comienzo de 1863.  En las plantaciones y granjas cercanas se producía el carbón para calentar la fragua, y la noria del río Chattooga impulsaba el fuelle que suministraba la corriente de aire a la fragua. El arrabio que se fabricaba en la fragua, se enviaba al taller de fundición de los Hermanos Noble en Rome para la fabricación de materiales de guerra. La fragua fue apagada por el resto de la Guerra de Secesión por tropas del Ejército de la Unión en 1864.
Se puso en producción después de la guerra en 1867, pero se apagó permanentemente en 1874. El evangélico  Samuel Porter Jones trabajó en la fragua operando una carreta algún tiempo después de la guerra civil. La propiedad cambió de dueño varias veces durante el siguiente siglo.

## Preservación
La fragua Cornwall se incorporó al Registro Nacional de Lugares Históricos en 1972. En 1975  la Comisión del Condado de Cherokee, con la ayuda de la Comisión Histórica de Alabama y la Sociedad Histórica del Condado de Cherokee, adquirió la fragua y 5 acres (2 ha) a la redonda para convertirlos en un parque, que fue inaugurado en 1977.  Es parte  de la Civil War Discovery Trail.